# Sertularella quadridens
Sertularella quadridens is een hydroïdpoliep uit de familie Sertulariidae. De poliep komt uit het geslacht Sertularella. Sertularella quadridens werd in 1884 voor het eerst wetenschappelijk beschreven door Bale. 